# Lothar Budzinski-Kreth
Lothar Budzinski-Kreth (* 7. August 1886 in Duisburg; † 1. März 1955) war ein deutscher Fußballspieler.

## Karriere

### Vereine
Budzinski-Kreth gehörte dem Duisburger SpV an, für den er von 1903 bis 1920 in den vom Westdeutschen Spiel-Verband organisierten Kreis-, Bezirks- und Verbandsmeisterschaften Punktspiele bestritten hatte. Von 1903 bis 1906 war er mit dem Verein im Bezirk Rhein/Ruhr, von 1906 bis 1909 im Bezirk Ruhr, von 1909 bis 1913 in der Verbandsliga und in seiner letzten Saison im Rheinischen Nordkreis in der jeweils höchsten regionalen Spielklasse aktiv.
Aufgrund der Erfolge nahm er an zwei Endrunden um die Deutscher Meisterschaft teil und kam am 3. Mai 1908 in Hamburg beim 1:0-Sieg im Viertelfinale gegen den FC Eintracht von 1895 und bei der 1:5-Niederlage am 24. Mai 1908 in Frankfurt am Main gegen den FC Stuttgarter Cickers sowie am 17. April 1910 in München-Gladbach bei der 0:1-Niederlage gegen den späteren Meister Karlsruher FV zum Einsatz.

### Nationalmannschaft
Am 16. Mai 1910 bestritt er sein einziges Länderspiel, dem ersten gegen eine Nationalmannschaft Belgiens. Budzinski-Kreth war – wie auch Alfred Berghausen, Peco Bauwens und Andreas Breynck (der Bauwens nach dessen Verletzung ersetzte), die das Spiel verfolgen wollten – kurzfristig von der Zuschauertribüne auf den Platz berufen worden, weil die Mannschaft mit nur acht Spielern angereist war. Das Spiel vor 8.000 Zuschauern in Duisburg ging unter diesen Umständen mit 0:3 verloren.
Zum 1. Dezember 1939 trat er der NSDAP bei (Mitgliedsnummer 7.306.090).

## Erfolge
- Westdeutscher Meister 1904, 1905, 1908, 1910, 1913, 1914
- Meister der Verbandsliga 1910, 1911, 1913
- Bezirksmeister Rhein/Ruhr 1904, 1905, 1906, 1907, 1908
- Rheinischer Nordkreismeister 1920
- Ruhrkreismeister 1914